# Perfectos desconocidos (2017)
Perfectos desconocidos is een Spaanse filmkomedie uit 2017, geregisseerd door Álex de la Iglesia. De film is een remake van de Italiaanse film Perfetti sconosciuti uit 2016.

## Verhaal
Een groep van zeven vrienden komt samen voor een etentje bij een van de stellen thuis. Ze besluiten een spel te spelen waarin alle telefoons op tafel worden gelegd waarbij alle binnenkomende telefoontjes en berichten met de groep zullen worden gedeeld. Al gauw blijkt dat iedereen aan tafel zijn geheimen heeft. 

## Rolverdeling
| Acteur           | Personage |
| ---------------- | --------- |
| Belén Rueda      | Eva       |
| Eduard Fernández | Alfonso   |
| Ernesto Alterio  | Antonio   |
| Juana Acosta     | Ana       |
| Eduardo Noriega  | Eduardo   |
| Dafne Fernández  | Blanca    |
| Pepón Nieto      | Pepe      |